# خانه اشکوری
خانه اشکوری مربوط به دوره قاجار است و در رشت، بلوار مطهری، دهانه بازار، مسجد صوفی واقع شده و این اثر در تاریخ ۱۱ مهر ۱۳۸۳ با شمارهٔ ثبت ۱۱۱۴۲ به‌عنوان یکی از آثار ملی ایران به ثبت رسیده است.